# Paysandu SC
Paysandu Sport Club, vanligtvis enbart Paysandu (och förkortat PSC), är en brasiliansk fotbollsklubb från staden Belém i delstaten Pará och grundades den 2 februari 1914. Klubbens smeknamn är Papão da Curuzu, eller bara Papão, som är portugisiska för "spökgubben från Curuzu", ett smeknamn som klubben fick efter att ha vunnit den paraenska ligan flera gånger under 40-talet. Ordet Coruzu syftar på klubbens ena hemmaplan, Éstadio da Curuzú, som tar 16 200 vid fullsatt; den andra arenan, Estádio Olímpico do Pará, tar 45 007 åskådare.
Paysandu är en av de mest framgångsrika klubbarna i norra Brasilien och efter att bland annat ha vunnit det paraenska mästerskapet 45 gånger under klubbens första 100 år. Klubben har däremot aldrig vunnit det nationella mästerskapet, utan den största framgången är en seger i den näst högsta divisionen vid två tillfällen, 1991 och 2001. Paysandu har även deltagit i Copa Libertadores, senast 2003 när de vann sin grupp och åkte ut mot Boca Juniors i åttondelsfinalen.